# أل سكينر (لاعب كرة قاعدة)
أل سكينر (بالإنجليزية: Al Skinner)‏ هو لاعب كرة قاعدة أمريكي، ولد في 14 أغسطس 1856 في شيكاغو في الولايات المتحدة، وتوفي في 5 مارس 1901 في Washington, Massachusetts ‏ في الولايات المتحدة.